# Nicola Fasano
Nicola Fasano (Pozzuoli, 11 luglio 1920 – 28 novembre 1960) è stato un sindacalista e politico italiano.

## Biografia
Operaio e militante del PCI, fu eletto nel 1958 nella III legislatura alla Camera dei deputati. Morì nel 1960 durante il mandato parlamentare e fu sostituito a Montecitorio da Vincenzo Raucci.
Nella città natale di Pozzuoli, nella quale svolse l'attività di sindacalista, gli è intitolata una via nei pressi dell'ex zona industriale cittadina.